# Monitor fetal Doppler

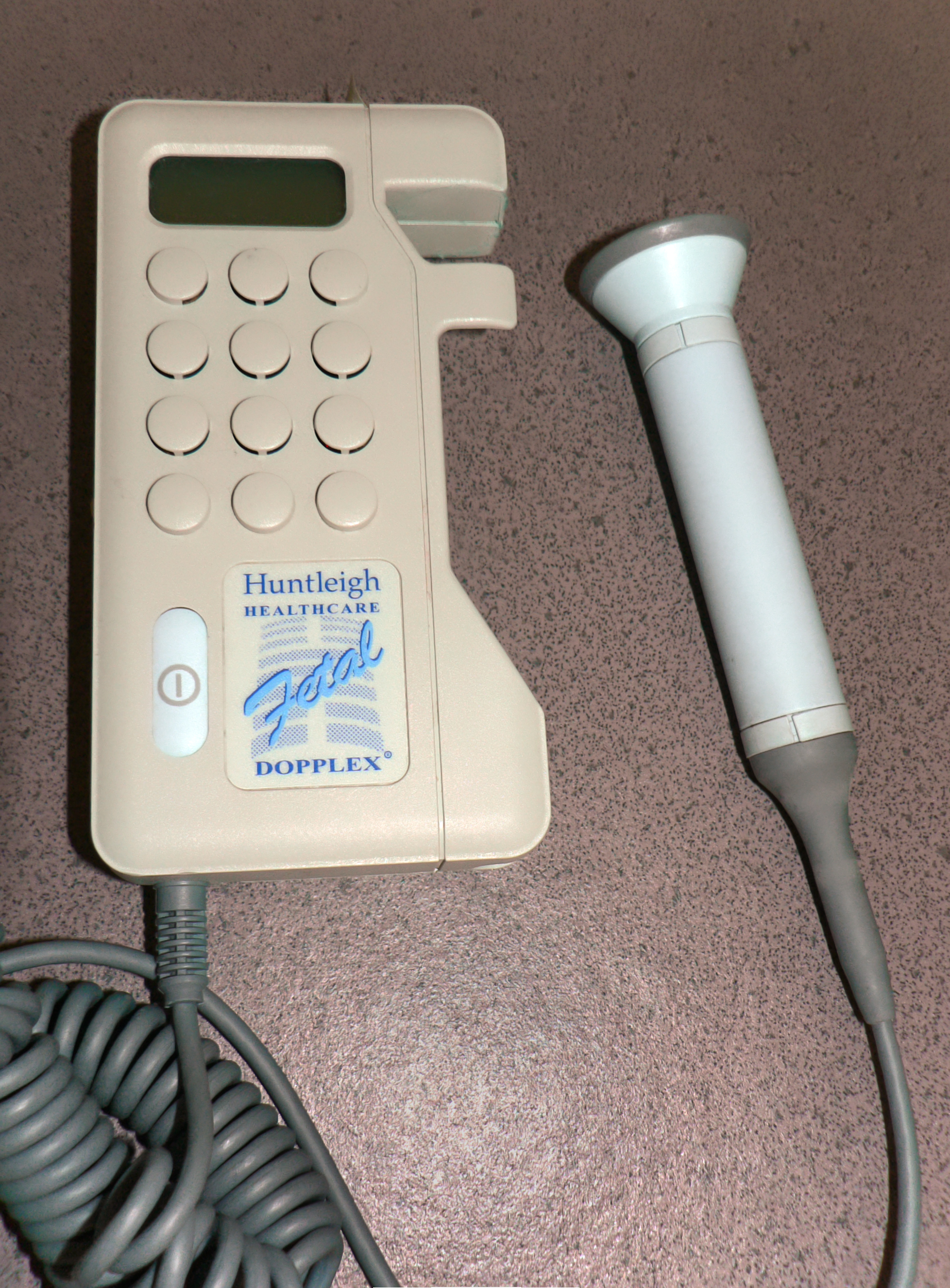
Monitor Fetal Doppler.

Inventado por Edward H. Hon en 1958, un monitor fetal Doppler o monitor de ritmo cardíaco Doppler es un transductor de ultrasonido de mano/portátil usado para detectar los latidos de un feto durante los cuidados prenatales. Utiliza el efecto Doppler para proporcionar una simulación audible de latidos. Algunos modelos también muestran el ritmo cardíaco en latidos por minuto. El uso de este monitor a veces es conocido como auscultación Doppler.
Un monitor fetal Doppler proporciona información acerca del feto similar a la información que proporciona un estetoscopio fetal. Una ventaja del monitor fetal Doppler sobre un estetoscopio acústico (no electrónico) fetal es la producción de sonidos; la cual permite a las personas, aparte del usuario, escuchar los latidos. Una desventaja es su complejidad y su costo, y su baja fiabilidad para un dispositivo electrónico.
Creado originalmente para su uso por profesionales de la salud, ahora se está popularizando su uso personal.

## Ritmo cardíaco fetal
Empezando en la quinta (5) semana el corazón del feto se acelerara a un ritmo de 3.3 latidos por día por el próximo mes.
El corazón del feto empieza a latir aproximadamente al mismo ritmo que el de la madre, el cual es de 80 a 85 lpm. Abajo se ilustra el ritmo cardíaco fetal para las semanas de la 5 a la 9, asumiendo un ritmo cardíaco inicial de 80:
Semana 5 empieza a 80 y termina a 103 lpm
Semana 6 empieza a 103 y termina a 126 lpm
Semana 7 empieza a 126 y termina a 149 lpm
Semana 8 empieza a 149 y termina a 172 lpm
A la semana 9 los latidos fetales tienden a latir dentro del rango de 148 a 160 lpm.
El ritmo cardíaco fetal empezará a decrecer y por lo general bajará hasta posicionarse dentro del rango de 110 a 160 lpm para la semana 12.

## Predicción de género
La evidencia indica que no existe relación entre el ritmo cardíaco fetal y el género del feto, por ende el ritmo cardíaco no puede ser usado como un vaticinador confiable del género del feto.

## Tipos de Dopplers
Dopplers para uso casero u hospitalario difieren en lo siguiente:
- Fabricantes – entre los fabricantes más populares tenemos a Nicolet, Huntleigh y Summit Doppler.

- Tipo de sonda – a prueba de agua o no. Las sondas a prueba de agua son utilizadas en partos acuáticos.

- Frecuencia – sondas de 2 o 3 MHz. Es recomendable usar una sonda de 3 MHz para detectar el ritmo cardíaco al principio del embarazo (8-10 semanas de gestación). Se recomienda una sonda de 2 MHz para mujeres embarazadas y con sobrepeso.

- Visualización del ritmo cardíaco – algunos Dopplers muestran automáticamente el ritmo cardíaco; otros requieren que el ritmo cardíaco sea contado y cronometrado por el doctor.

El uso de “Sonicaid” como un término común para referirse a un monitor fetal Doppler se originó a raíz de los productos de Sonicaid Ltd, una compañía ubicada en West Sussex en el Reino Unido. Los productos de Sonicaid incluyen los D205/206 Dopplers fetales portátiles y la serie FM2/3/4 de monitores fetales. La compañía fue adquirida por Oxford Intruments en 1987 para formar entonces Oxford Sonicaid. EN 2006 los productos y la marca Sonicaid fue adquirida por el grupo británico Huntleigh Healthcare.

## Usos del monitor fetal Doppler en el adulto
Utilizando un Doppler continuo de 2 MHz, similar al empleado en obstetricia para la auscultación de latidos fetales, es posible auscultar movimientos valvulares y flujos sanguíneos en el corazón adulto. Esta técnica, desarrollada recientemente por Mc Loughlin MJ y Mc Loughlin S, permite explorar fenómenos indetectables a la auscultación clásica con estetoscopio y ha demostrado una sensibilidad superior en el diagnóstico de valvulopatías aórticas y alteraciones en la relajación diastólica del ventrículo izquierdo. Debido a que las bases físicas de la auscultación Doppler difieren de las del estetoscopio clásico, ha sido sugerido que ambos métodos pueden complementarse mejorando el rédito diagnóstico del examen físico cardiovascular.